# Шилдебай
Шилдеба́й (каз. Шілдебай) — село у складі Каркаралінського району Карагандинської області Казахстану. Входить до складу Таттімбетського сільського округу.
Населення — 25 осіб (2021; 75 у 2009, 169 у 1999, 204 у 1989).
Національний склад станом на 1989 рік:
- казахи — 100 %.

Станом на 1989 рік село називалось Шельдибай.